# Meczet Ali Paszy
Alipašina džamija (meczet Ali Paszy) – wybudowany w 1561 roku w Sarajewie za pieniądze z wakfu (zapisu pieniężnego – jałmużny) na cześć wielkiego wezyra Hadima Ali Paszy.

## Historia
Meczet został zbudowany według klasycznej architektury muzułmańskiej. Główna kopuła obejmuje obszar sali modlitewnej oraz trzy małe jako pokrycie dachu. Na dziedzińcu jest umiejscowione mauzoleum w którym są pochowani Behdžet, syn Mehmed-beja oraz Abdullah, syn Saliha Sumbula. Posiada minaret. Obok meczetu znajduje się cmentarz muzułmański.  W 1884 roku meczet został odrestaurowany, a pracami kierował zagrzebski architekt Ćiril Iveković. Z początkiem lat 90. XX wieku, w czasie konfliktu na Bałkanach został poważnie uszkodzony przez siły serbskie, a w szczególności główna kopuła meczetu.
Ostatnie renowacje miały miejsce w 2004 i 2005 roku w celu wydania pozytywnej decyzji o dodaniu meczetu na listę narodowych zabytków Bośni i Hercegowiny. W 2005 roku Komisja do spraw ochrony zabytków narodowych uznała meczet za Pomnik Narodowy Bośni i Hercegowiny. 